# Eric Ericsson (högerpolitiker)
Carl Eric Ericsson, född 28 maj 1882 i Mjölby, Östergötlands län, död 29 oktober 1962 i Västerleds församling, Stockholm, var en svensk direktör, sjökapten och moderat riksdagspolitiker.
Ericsson var direktör i Sveriges Redareförening och ledamot av riksdagens första kammare från 1943, invald i Göteborgs stads valkrets.